# 金哲柱
金哲柱（：／；1916年6月12日—1935年6月14日），朝鮮日治時代軍人、獨立運動家，金日成之弟，金正日之叔父，金正恩之叔祖父。

## 生涯
金哲柱生於1916年，是金亨稷和康盤石的次子，1926年當他入讀小學時，參加革命，組織朝鮮少年同盟和發行報紙《朝鲜》。
1930年代初加入抗日游击队，1935年在延吉附近的石人溝與日軍戰鬥中死去，後取回遺骨葬於大城山革命烈士陵墓地。

## 榮譽
- 金哲柱師範大學
- 金哲柱炮兵軍官綜合學校